# Honnurkuppe, Heggadadevankote
Honnurkuppe là một làng thuộc tehsil Heggadadevankote, huyện Mysore, bang Karnataka, Ấn Độ.